# Liste von Sakralbauten in Hamburg

Stadtteile in Hamburg

Die Liste von Sakralbauten nennt bestehende und ehemalige Gotteshäuser in Hamburg.

## Christentum
Es bestehen zahlreiche Kirchengebäude in Hamburg von verschiedenen Denominationen. Aufgeführt sind hier die bestehenden Kirchen (außer den ev.-luth. Kirchen) sowie nicht mehr bestehende Kirchengebäude (aller Richtungen) auf dem heutigen Gebiet der Freien und Hansestadt Hamburg.
Die evangelisch-lutherischen Kirchen (Norddeutsche Landeskirche, Selbständige, Nordische Seemannskirchen) sind auf Grund der Vielzahl einschließlich der noch bestehenden ent- oder umgewidmeten Kirchengebäude in der eigenen Liste der evangelisch-lutherischen Kirchen in Hamburg verzeichnet.

### Evangelisch-Reformierte Kirchen
| Abbildung | Name                                                                           | Stadtteil, Ortsteil, Straße und Lage                        | Bauzeit | Bemerkungen, Internetseite                       |
| --------- | ------------------------------------------------------------------------------ | ----------------------------------------------------------- | ------- | ------------------------------------------------ |
|           | Gemeindezentrum in der Altstadt der Evangelisch-reformierten Kirche in Hamburg | Altstadt Ferdinandstr. 21 53° 33′ 14,8″ N, 10° 0′ 1,2″ O    |         | Backsteingebäude von Rudolf Esch (1965). Website |
|           | Gemeindezentrum in Altona der Evangelisch-reformierten Kirche in Hamburg       | Altona-Altstadt Palmaille 2 53° 32′ 47,1″ N, 9° 56′ 42,3″ O |         | 1966 von Benedikt Huber Webseite                 |

### Griechisch-katholische Kirche
| Abbildung | Name                                                              | Stadtteil, Ortsteil, Straße und Lage                  | Bauzeit | Bemerkungen, Internetseite                                     |
| --------- | ----------------------------------------------------------------- | ----------------------------------------------------- | ------- | -------------------------------------------------------------- |
|           | Allerheiligenkirche (Ukrainische griechisch-katholische Gemeinde) | Neuwiedenthal Rehrstieg 53° 28′ 49,7″ N, 9° 52′ 15″ O | 1980    | Backstein-Zentralbau mit flacher Kuppel von Karlheinz Bargholz |

### Anglikanische Kirche
| Abbildung | Name                       | Stadtteil, Ortsteil, Straße und Lage                   | Bauzeit   | Bemerkungen, Internetseite                                                                                                |
| --------- | -------------------------- | ------------------------------------------------------ | --------- | --- |
|           | St.-Thomas-a-Becket-Church | Neustadt Zeughausmarkt 53° 32′ 55,4″ N, 9° 58′ 28,6″ O | 1836–1838 | Klassizistischer Bau von Ole Jörgen Schmidt. Die Gemeinde geht auf die Merchant Adventurers zurück und besteht seit 1616. |

### Apostolische Kirchen
| Abbildung | Name                             | Stadtteil, Ortsteil, Straße und Lage                         | Bauzeit   | Bemerkungen, Internetseite |
| --------- | -------------------------------- | ------------------------------------------------------------ | --------- | -------------------------- |
|           | Apostolische Gemeinschaft        | Lurup Fangdieckstraße 164 53° 36′ 5,9″ N, 9° 53′ 25,3″ O     | 1993–1994 | Fertigbaukirche            |
|           | Katholisch-Apostolische Gemeinde | Uhlenhorst Finkenau 3a 53° 34′ 15,9″ N, 10° 1′ 50,8″ O       | vor 1940  | Neugotischer Baustil       |
|           | Katholisch-Apostolische Gemeinde | Altona-Nord Gerichtstraße 15 53° 33′ 21,7″ N, 9° 56′ 23,2″ O | vor 1940  | Hinterhofkirche            |

### Neuapostolische Kirchen
Die neuapostolischen Gemeinden in Hamburg gehören zur Gebietskirche Norddeutschland und waren bis zum 30. April 2009 in fünf Ältestenbezirke aufgeteilt: Hamburg-Nord, -Ost, -Süd, -West und -Mitte. Seit dem 1. Mai 2009 gibt es aus demographischen Gründen für die Hamburger Gemeinden nur noch zwei Bezirke: Hamburg-Nord (12 Gemeinden inkl. solcher außerhalb von Hamburg) und -Ost (15 Gemeinden inkl. solcher außerhalb der Hansestadt). Im Jahre 2012 fällte die Neuapostolische Kirche den Beschluss, die Gemeinden in Norddeutschland neu zu strukturieren und dabei eine Reihe von Standorten in Hamburg zu schließen.
| Abbildung | Name                                                                             | Stadtteil, Ortsteil, Straße und Lage                                   | Bauzeit   | Bemerkungen, Internetseite |
| --------- | -------------------------------------------------------------------------------- | ---------------------------------------------------------------------- | --------- | --- |
|           | Kirche der Neuapostolischen Gemeinde Alstertal im Bezirk Hamburg-Nord            | Sasel Dweerblöcken 8 53° 39′ 7,5″ N, 10° 6′ 42,4″ O                    | 2005      | Die Gemeinde Alstertal entstand im Jahr 2003 durch den Zusammenschluss der Gemeinden Sasel und Wellingsbüttel. Die Gemeinde Wellingsbüttel existierte seit 1929, Sasel wurde 1949 gegründet. Website |
|           | Kirche der Neuapostolischen Gemeinde Hamburg-Barmbek im Bezirk Hamburg-Ost       | Barmbek Schwalbenstraße 2 53° 35′ 19,9″ N, 10° 2′ 49,7″ O              | 1951–52   | Die Gemeinde gehört zu den ältesten Gemeinden der Neuapostolischen Kirche in Hamburg. Das heutige Kirchengebäude wurde nach dem 2. Weltkrieg neu errichtet. Website |
|           | Kirche der Neuapostolischen Gemeinde Hamburg-Bergedorf im Bezirk Hamburg-Ost     | Bergedorf Glindersweg 15 53° 29′ 13,5″ N, 10° 13′ 35,5″ O              | 1964–65   | Die Gemeindegründung war 1903. Sie wird aber erst 1912 unter eigenständige Leitung gestellt. Erst 1964 beginnt der Bau einer eigenen Kirche. Einweihung war im Juli 1965. Website |
|           | Kirche der Neuapostolischen Gemeinde Hamburg-Blankenese im Bezirk Hamburg-West   | Blankenese Godeffroystraße 13 53° 33′ 41,9″ N, 9° 48′ 59″ O            |           | Die neue Gemeinde Blankenese hat die Gemeinde Altona in sich aufgenommen. Website |
|           | Kirche der Neuapostolischen Gemeinde Hamburg-Borgfelde im Bezirk Hamburg-Ost     | Borgfelde Alfredstraße 62 53° 33′ 21,2″ N, 10° 1′ 59,2″ O              | 1978      | Die Gemeinde Hamburg-Borgfelde entstand 1863 ff. aus der Trennung von der Katholisch-Apostolischen Gemeinde (KAG). Sie ist daher die älteste Gemeinde der Neuapostolischen Kirche. Im Erdgeschoss des achteckigen Gebäudes befindet sich eine geräumige Eingangshalle mit der Garderobe. Von der Eingangshalle gehen die Sakristei, Nebenräume und zwei geschwungene Treppen hinauf zum Kirchenschiff im ersten Stock. Dieses bietet ca. 250 Personen Platz; die Altaransicht wird von der Orgel beherrscht. Zwei Treppen führen zur Empore mit weiteren ca. 200 Sitzplätzen. Website |
|           | Kirche der Neuapostolischen Gemeinde Hamburg-Eidelstedt im Bezirk Hamburg-West   | Eidelstedt Lohkampstraße 71 53° 36′ 38,4″ N, 9° 53′ 45,4″ O            | 1963      | Die neue Gemeinde Eidelstedt hat die Gemeinden Schnelsen und Stellingen in sich aufgenommen. Website |
|           | Kirche der Neuapostolischen Gemeinde Hamburg-Eimsbüttel im Bezirk Hamburg-Nord   | Eimsbüttel Am Weiher 2 53° 34′ 37,3″ N, 9° 57′ 34,9″ O                 | 1963–64   | In der Nacht zum 25. Juli 1943 wurde die Kirche in der Oevelgönner Straße durch einen Bombenangriff zerstört. Die Gemeinde verteilte sich auf erhalten gebliebene oder provisorisch untergebrachte Nachbargemeinden. Wieder ein geeignetes Kirchenlokal in Eimsbüttel zu finden war nicht einfach, denn viele Stadtviertel bestanden nur noch aus Ruinen. An geeigneten Räumen fehlte es überall. Selbst die Schulen waren überbelegt. Nach vielen Verhandlungen mit der Mennoniten-Gemeinde Hamburg-Altona, wurde schließlich deren Gemeindesaal in der Langenfelder Straße 100 angemietet. In Selbsthilfe wurde der Saal hergerichtet und am 7. November 1948 feierlich geweiht. Das Gebäude Am Weiher wurde dann 1963 gebaut. Website |
|           | Kirche der Neuapostolischen Gemeinde Hamburg-Eppendorf im Bezirk Hamburg-Nord    | Hoheluft-Ost Abendrothsweg 18 53° 35′ 9,3″ N, 9° 58′ 43,3″ O           | 1956      | Gründung der Gemeinde 1922. Website |
|           | Kirche der Neuapostolischen Gemeinde Hamburg-Finkenwerder im Bezirk Hamburg-West | Finkenwerder Norderkirchenweg 57 53° 31′ 49,3″ N, 9° 51′ 51,7″ O       | 1973      | Im Januar 2006 wurde die ehemalige Gemeinde Bahrenfeld aufgenommen. Website |
|           | Kirche der Neuapostolische Gemeinde Hamburg-Neugraben im Bezirk Hamburg-Süd      | Neugraben-Fischbek Cuxhavener Str. 320 53° 28′ 18,9″ N, 9° 51′ 27,9″ O |           | Website |
|           | Kirche der Neuapostolische Gemeinde Hamburg-Harburg im Bezirk Hamburg-Süd        | Harburg Wattenbergstraße 23 53° 27′ 45,3″ N, 9° 57′ 50″ O              |           | Am 25. Juni 1971 wurde die Kirche geweiht. Sie ist die Zentralkirche des Unterbezirks Hamburg-Süd. Website |
|           | Kirche der Neuapostolischen Gemeinde Hamburg-Nord im Bezirk Hamburg-Nord         | Langenhorn Wördenmoorweg 76 53° 39′ 16,4″ N, 10° 1′ 4,6″ O             | 1981      | Die Gemeinde Hamburg-Nord wurde Anfang 2015 aus den Gemeinden Hamburg-Langenhorn, -Niendorf und -Fuhlsbüttel gegründet. Website |
|           | Kirche der Neuapostolischen Gemeinde Hamburg-Lurup im Bezik Hamburg-West         | Lurup Rugenbarg 240 53° 35′ 8,9″ N, 9° 52′ 12,3″ O                     | 1965–66   | Von Lurup aus wurden die Gemeinden in Wedel (1924) und Halstenbek (1932) gegründet. Im Jahr 1949 wurden 191 der mittlerweile 450 Luruper Gemeindemitglieder der neu gegründeten Gemeinde Schenefeld zugeordnet. Dadurch konnte eine Entlastung der zunehmenden räumlichen Enge erreicht werden. 1954 erfolgte von Lurup aus die Gründung der Gemeinde Hamburg-Osdorf (heute Hamburg-Iserbrook). Website |
|           | Kirche der Neuapostolischen Gemeinde Hamburg-Rahlstedt im Bezirk Hamburg-Ost     | Rahlstedt Wilhelm-Grimm-Straße 12 53° 36′ 2,5″ N, 10° 9′ 16,2″ O       | nach 1960 | Die neue Gemeinde Rahlstedt hat die Gemeinden Farmsen und Wandsbek in sich aufgenommen. Website |
|           | Kirche der Neuapostolischen Gemeinde Hamburg-Sinstorf im Bezirk Hamburg-Süd      | Sinstorf Sinstorfer Weg 74 53° 25′ 36,2″ N, 9° 58′ 31,4″ O             | 1962–63   | 1962 wurde mit dem Bau einer eigenen Kirche am Sinstorfer Weg begonnen, die Anfang des folgenden Jahres vollendet wurde. Ein weiterer Ausbau der Kirche folgte 1999. Website |
|           | Kirche der Neuapostolischen Gemeinde Hamburg-Volksdorf im Bezirk Hamburg-Nord    | Volksdorf Eulenkrugpfad 6 53° 38′ 55,5″ N, 10° 10′ 10,1″ O             | nach 1970 | Website |

### Christengemeinschaft
| Abbildung | Name            | Stadtteil, Ortsteil, Straße und Lage                                   | Bauzeit   | Bemerkungen, Internetseite |
| --------- | --------------- | ---------------------------------------------------------------------- | --------- | -------------------------- |
|           | Johannes-Kirche | Rotherbaum Johnsallee 15 53° 33′ 58,8″ N, 9° 59′ 37,7″ O               | 1954      | [ 7 ]                      |
|           | Lukas-Kirche    | Volksdorf Rögeneck 25 53° 39′ 17,5″ N, 10° 9′ 33,4″ O                  | 1969      | [ 8 ]                      |
|           | Michaels-Kirche | Blankenese Schenefelder Landstraße 34–38 53° 33′ 49″ N, 9° 49′ 35,2″ O | nach 1950 | [ 9 ]                      |

mit Gemeindehaus
Christengemeinschaft Hamburg-Harburg

### Kirche Jesu Christi der Heiligen der Letzten Tage
| Name | Lage                                                    | Bild |
| --- | ------------------------------------------------------- | ---- |
| Kirche Jesu Christi der Heiligen der Letzten Tage Gemeinde Hamburg / Genealogie-Forschungsstelle Hamburg       | Eilbek Wartenau 20 53° 33′ 58,9″ N, 10° 1′ 57,7″ O      |      |
| Kirche Jesu Christi der Heiligen der Letzten Tage Gemeinde Langenhorn / Genealogie-Forschungsstelle Langenhorn | Langenhorn Eberhofweg 90 53° 39′ 6,6″ N, 10° 0′ 59,3″ O |      |

Gemeinden ohne Kirchengebäude und genealogische Forschungsstelle
Gemeinde Altona, Elbchaussee 180
Gemeinde Bergedorf, Rahel-Varnhagen-Weg 44
Gemeinde Wilhelmsburg, Veringstraße 119

### Aufgelassene Kirchen
| Abbildung | Name                                                              | Ehemaliger Standort                                                    | Ehemalige Konfession                                                                | Bauzeit                                      | Bemerkungen |
| --------- | ----------------------------------------------------------------- | ---------------------------------------------------------------------- | ----------------------------------------------------------------------------------- | -------------------------------------------- | --- |
|           | St.-Annen-Kapelle                                                 | HafenCity/Speicherstadt St. Annenufer/ Bei St. Annen                   | evang.-luth.                                                                        | 1566                                         | Am dortigen Friedhof als Begräbniskapelle errichtet. Gehörte zu St. Katharinen. Nach Abriss der Kapelle stand der kleine Turm noch bis 1869. |
|           | Auferstehungskapelle                                              | St. Pauli Paulinenplatz / Wohlwillstr. 53° 33′ 18,4″ N, 9° 57′ 44,3″ O | evang.-luth.                                                                        | 1. Bau: 1901, 1962 abgerissen 2. Bau: 1967   | Der 1. Bau wurde 1962 wegen Baufälligkeit abgerissen, der provisorische Nachfolgerbau existiert heute ebenfalls nicht mehr. Hier steht heute ein mehrstöckiges Wohnhaus. |
|           | Englisch-reformierte Kirche                                       | Neustadt 53° 32′ 42,4″ N, 9° 58′ 19,8″ O                               | englisch-reformiert; gastweise ab 1883: ev.-luth. der schwedischen Seemannsgemeinde | 1826                                         | Klassizistischer Bau von Carl Ludwig Wimmel. 1891 im Zuge des Hafenausbaus abgerissen. |
|           | Gertrudenkapelle (St. Gertrud)                                    | Altstadt 53° 33′ 8,7″ N, 10° 0′ 3,5″ O                                 | evang.-luth.                                                                        | 1580                                         | 1842 während des Großen Brandes zerstört. Nachfolgebau wurde St. Gertrud außerhalb der Altstadt auf der Uhlenhorst |
|           | Heilig-Geist-Kirche                                               | Barmbek 53° 35′ 0,2″ N, 10° 2′ 28,3″ O                                 | evang.-luth.                                                                        | 1902–03                                      | 2004 wegen Baufälligkeit geschlossen, Ende Mai 2005 entwidmet, 2008 bis auf einen Rest des östlichen Kirchenflügels abgerissen, der in ein neugebautes Wohnhaus eingefügt wurde. |
|           | Lutherkirche                                                      | Neustadt Karpfangerstraße 9                                            | evang.-luth.                                                                        | 1905–1906                                    | Filialkirche von St. Michaelis, enge Verbindung zur Seemannsmission. 1943 durch Bomben zerstört und nicht wieder aufgebaut. |
|           | Mariendom (Dom St. Marien)                                        | Altstadt 53° 32′ 57,8″ N, 9° 59′ 49,5″ O                               | evang.-luth.                                                                        | 1245 errichtet und mehrfach erweitert        | Bis 1529 katholisch, ab 1561 Exklave des Erzstifts Bremen; 1805 nach Säkularisation abgerissen. |
|           | St. Marien                                                        | Harburg (heute etwa Lotsekanal)                                        | evang.-luth.                                                                        | vor 1307                                     | Bis Reformation kath. Wiederaufbau der Marienkirche nach Stadtbrand 1597. Im Zuge des Festungsausbaus des Harburger Schlosses um 1650 abgerissen. |
|           | Marienkapelle                                                     | Eidelstedt Mählstraße 1 53° 36′ 22,2″ N, 9° 53′ 35″ O                  | evang.-luth.                                                                        | nach 1950                                    | Die Kapelle wurde seit 2005 nicht mehr als Kirche genutzt und 2013 durch einen Neubau einer Kindertagesstätte ersetzt. Webseite |
|           | Matthiaskapelle                                                   | Waltershof (heutiges Hafengebiet)                                      | evang.-luth.                                                                        | 1953                                         | Bis zum 31. Dezember 1962 gehörte sie zur Gemeinde der St. Pauli Kirche. Am 1. Januar 1963 wurde die Gemeinde und damit auch die Kapelle an die Kirchengemeinde Finkenwerder übergeben. Später wurde vermutlich im Zuge der Hafenerweiterung die Kapelle abgerissen. |
|           | Mennonitenkirche                                                  | Altona Große Freiheit 74 53° 33′ 8,7″ N, 9° 57′ 29,8″ O                | evang.-mennonitisch                                                                 | 1943                                         | Bis zum Umzug der mennonitischen Gemeinde in die heutige Mennonitenkirche in Altona-Nord 1915 diente das Gebäude als Gemeindekirche. In der Zwischenkriegszeit diente das Gebäude unter anderem der Altonaer Stadtmission, 1943 wurde es durch Bomben zerstört. Die erhalten gebliebenen gegenüber liegenden Häuser Nr. 73 und 75 an der Großen Freiheit sind das alte mennonitische Pastorat und Küsterhaus (siehe Foto) |
|           | kleine Mennonitenkirche                                           | Altona                                                                 | evang.-mennonitisch/täuferisch, später herrnhuterisch                               | 1708 errichtet, Datum des Abrisses unbekannt | Die pietistisch-spiritualistischen Dompelaars (ndl. für Untertaucher) waren eine Reformbewegung, die sich 1648 von den Altonaer Mennoniten abgespalten hatten und 1708 ein eigenes Kirchengebäude an der Großen Freiheit nahe der Altonaer Reichenstraße und der (inzwischen kanalisierten) Pepermölenbek etablierten. Die Kirche der Dompelaars wurde als Kleine Mennonitenkirche (im Ggs. zur großen Mennonitenkirche der Hauptgemeinde) oder Immergentenkirche genannt. Bekannter Prediger war Jakob Denner, nach dessen Beruf die Kirche zum Teil auch als Blaufärber-Kirche benannt wurde. Einige Zeit nach dem Tod Denners löste sich die Gemeinde auf und das Kirchengebäude wurde noch unbestimmte Zeit als Kirche der Altonaer Herrnhuter weiterbenutzt. Das Gebäude ist heute nicht mehr erhalten. |
|           | St. Nikolai                                                       | Wilstorf Kapellenweg 63?                                               | röm.-kath.                                                                          | vor 1201–1203                                | Bis zur Überlassung an das Hamburger Domkapitel 1201/1203 Eigenkirche des Erzbischofs von Bremen-Hamburg Hartwig. Kirchspiel umfasste bis 15./16. Jahrhundert auch Harburg. Abriss spätestens nach Reformation 1527 (bis max. 1538). Vermutete Lage am bis 1912 genutzten Friedhof Nahe der Schule. S. a. Wilstorfer Kapellen. |
|           | Philippuskirche                                                   | Eimsbüttel Bismarckstraße 53° 34′ 29,9″ N, 9° 57′ 59,8″ O              | evang.-luth.                                                                        | 1907 und 1913 erweitert                      | 1943 zerstört und nicht wieder aufgebaut. Die errichteten Mauern stellen den ehemaligen Grundriss dar. |
|           | Rimbert-Kirche                                                    | Billstedt Sturmvogelweg 16 53° 33′ 12,2″ N, 10° 6′ 37,3″ O             | evang.-luth.                                                                        | 1963                                         | 2005 entwidmet, 2008 abgerissen |
|           | Scharkapelle                                                      | Altstadt                                                               | röm.-kath.                                                                          | 1375                                         | Nach der Reformation 1529 nicht mehr genutzt und später abgerissen. |
|           | Stephan-Kempe-Kirche                                              | Hammerbrook                                                            |                                                                                     | 1909                                         | 1943 zerstört und nicht wieder aufgebaut. |
|           | Wilstorfer Kapelle                                                | Wilstorf Kapellenweg 63?                                               | evang.-luth.                                                                        | 1701 und 1818                                | 1814 durch die Franzosen zerstört. 1818 Fachwerk-Neubau. Durch Bomben zerstört und 1947 abgerissen |
|           | Kirche der ehemaligen Neuapostolischen Gemeinde Hamburg-Iserbrook | Iserbrook Sülldorfer Landstraße 20 53° 34′ 38,5″ N, 9° 49′ 11,1″ O     | neuapostolisch                                                                      | 1962                                         | Am 8. September 1962 wurde der damalige Kirchenneubau eingeweiht. Am 15. März 2015 wurde die Kirche in Iserbrook profaniert, die Gemeinde zog zuvor in die mit einem Anbau versehene Kirche nach Lurup. Webseite |
|           | Kirche der ehemaligen Neuapostolischen Gemeinde Hamburg-Lohbrügge | Lohbrügge Leuschnerstraße 62 53° 30′ 3,4″ N, 10° 12′ 26,1″ O           | neuapostolisch                                                                      | nach 1950                                    | Das Gotteshaus an der Leuschnerstraße wurde abgerissen. Das Grundstück wurde an einen Hamburger Kaufmann verkauft, der dort Wohnraum errichtete. Webseite |
|           |                                                                   | Altona-Altstadt Goethestraße 31 53° 33′ 9,5″ N, 9° 56′ 22,3″ O         | neuapostolisch                                                                      | 1968                                         | Im Jahr 1928 erhielt die Gemeinde in der Schillerstraße 42 ein eigenes Kirchengebäude, das 1966 dem Einkaufszentrum Neue Große Bergstraße weichen musste. Seit 1968 steht das Kirchengebäude in der Goethestraße 31. Die Kirche ist mit ca. 500 Sitzplätzen die größte des Bezirks Hamburg-West. Die Kirche wurde am 13. Juni 2012 geschlossen. Die Gemeinde Altona wurde von der Gemeinde Blankenese aufgenommen. |
|           |                                                                   | Fuhlsbüttel Hornkamp 13 53° 37′ 43,6″ N, 10° 0′ 42,5″ O                | neuapostolisch                                                                      | nach 1970                                    | Die Gemeinde Fuhlsbüttel wurde Anfang 2015 mit den Gemeinden Langenhorn und Niendorf zur Gemeinde Hamburg-Nord vereinigt. |
|           | Reste der neuapostolischen Kirche                                 | Jenfeld Borgstücken 21 53° 34′ 7″ N, 10° 7′ 40,2″ O                    | neuapostolisch                                                                      | nach 1950                                    | 2012 wurden auf Grund der demographischen Entwicklung in Gesellschaft und Kirche die Gemeinde Jenfeld in die Rahlstedter Gemeinde übergeführt. Webseite |
|           |                                                                   | Niendorf Wendlohstraße 46 53° 37′ 35″ N, 9° 56′ 46,7″ O                | neuapostolisch                                                                      | 1958                                         | Im Frühjahr 1928 wurde die Gemeinde Niendorf gegründet. Vom ersten Gottesdienst an bis Februar 1958 fanden die Gottesdienste an verschiedenen Versammlungsstätten statt. Im Februar 1958 wurde das Kirchengebäude in der Wendlohstraße 46 eingeweiht. 2004 hatte die Gemeinde ca. 180 Mitglieder. |
|           |                                                                   | Schnelsen Wogenmannsburg 6 53° 37′ 50,9″ N, 9° 54′ 8,8″ O              | neuapostolisch                                                                      | 1968                                         | Die Kirche wurde am 7. Juni 2012 geschlossen. |
|           |                                                                   | Stellingen Basselweg 98 53° 35′ 46,9″ N, 9° 55′ 56,4″ O                | neuapostolisch                                                                      | 1959                                         | Die erste große Renovierung wurde 1967 vorgenommen. Statt der bisherigen Klappsitze wurde die Kirche mit Bänken ausgestattet. Die nächste größere Renovierungsmaßnahme im Herbst 1995 stellte den jetzigen Zustand her. In einem seitlichen Anbau werden Ämterzimmer, Teeküche und sanitäre Anlagen untergebracht. Dadurch konnte der Eingangsbereich auf die gesamte Kirchenbreite erweitert werden. Die Kirche wurde am 10. Juni 2012 geschlossen. Das Gebäude wurde Anfang 2017 abgerissen. |
|           |                                                                   | Wandsbek Pillauer Straße 25 53° 35′ 33,9″ N, 10° 4′ 43,5″ O            | neuapostolisch                                                                      | nach 1960                                    | Die Kirche wurde Anfang 2012 geschlossen. Auf Grund der demographischen Entwicklung in Gesellschaft und Kirche wurde die Gemeinde Wandsbek in die Rahlstedter Gemeinde übergeführt. Webseite |
|           | Kirche der ehemaligen Neuapostolischen Gemeinde Hamburg-Farmsen   | Farmsen Tegelweg 151 53° 36′ 27,2″ N, 10° 6′ 10,2″ O                   | neuapostolisch, heute rumän.-orth.                                                  | 1976                                         | Auf Grund der demographischen Entwicklung in Gesellschaft und Kirche wurde die Gemeinde Farmsen in die Rahlstedter Gemeinde übergeführt. Webseite |

## Judentum
Siehe: Liste der Synagogen in Hamburg

## Islam
Zu den Moscheen zählen:
- Fazle-Omar-Moschee
- Islamisches Zentrum Hamburg
- Al-Quds-Moschee Hamburg